# CELT
CELT（ケルト、英語: Constrained Energy Lapped Transform）は、Xiph.Org Foundationが2007年末から開発が始まった、非可逆圧縮の音声コーデックである。CELTはXiph.Orgの他のプロジェクトと同じくソフトウェア特許に抵触せず、修正BSDライセンスで提供される自由ソフトウェアである。2011年8月に開発終了になり、後継のOpus (RFC 6716)に引き継がれた。

## 概要
すでにXiph.Orgは非可逆圧縮の音声コーデックだけでも、主に音楽に利用される汎用目的のVorbisと人声による通話用のSpeexという2種類を開発しているが、CELTは両者の隙間を埋める役割を担っている。具体的には 32～128 kbps周辺の低ビットレート域での使用を想定して開発され、VoIPアプリケーションでのリアルタイム通信やウェブでのポッドキャストなどの用途が考えられる。またCELTの最大の特徴として、遅延（レイテンシ）が極めて小さいことがあげられる。
2011年3月にHydrogenaudioで行われた、64 kbps帯域におけるリスニングテストでは、HE-AACと同等もしくはそれ以上の性能を示した。

## IETFでの標準化による終焉
Xiph.OrgはIETFにおいてCELTの標準化を目指していたが、その議論の中で、Skype社（当時）が開発した無償の音声コーデック「SILK」をCELTと併用させたコーデック「Opus」の草案が、2010年9月に双方の開発者の連名でIETFに提出された。この結果、2011年8月にCELTの開発は終了し、標準化作業も2012年9月に終了、RFC 6716として登録された。

## 参照
1. ↑  CELT-dev CELT/Opus Status Update
2. ↑  Results of the public multiformat listening test @ 64 kbps (March/April 2011)
3. ↑  SILK: Super Wideband Audio Codec
4. ↑  Definition of the Opus Audio Codec (英語). September 2012. doi:10.17487/RFC6716. RFC 6716。